# Назрізода Давлаталі Хайдар
Назрізода Давлаталі Хайдар (19 грудня 1962) — таджицький журналіст та дипломат. Член Спілки журналістів Таджикистану. Надзвичайний і Повноважний Посол Таджикистану в Києві (Україна) (з 2020).

## Життєпис
Народився 19 грудня 1962 року в Таджикистані. У 1987 році закінчив історичний факультет Таджицького державного університету. У 1989 році відділення журналістики Вищої комсомольської школи при ЦК ВЛКСМ в Москві. У 1997 році факультет бізнесу і фінансів Інституту підприємництва та сервісу за фахом економіст-менеджер. Володіє російською, перською і англійськими мовами
У 1987—1988 рр. — заступник завідувача Відділом учнівської молоді та піонерів Кулябського обкому ЛКСМ Таджикистану;
У 1989—1990 рр. — помічник першого секретаря ЦК ЛКСМ Таджикистану;
У 1991—1992 рр. — прес-секретар ЦК ЛКСМ Таджикистану;
У 1992—1993 рр. — завідувач Відділом політики і культури Центральної Ради Союзу молоді Таджикистану;
У 1993—1996 рр. — головний редактор республіканської молодіжної газети «Джавононі Тоджікістон» («Молодь Таджикистану»).

## На дипломатичній роботі
З лютого 1996 по лютий 2003 рр. — заступник начальника Управління інформації Міністерства закордонних справ Республіки Таджикистан.
З лютого 2003 по березень 2007 рр. — радник Посольства Республіки Таджикистан в Республіці Білорусь.
З березня 2007 по квітень 2011 рр. — начальник Управління інформації Міністерства закордонних справ Республіки Таджикистан.
З квітня 2011 по квітень 2013 рр. — начальник Управління інформації, преси, аналізу і зовнішньополітичного планування МЗС Республіки Таджикистан.
З квітня 2013 по серпень 2016 рр. — радник Посольства Республіки Таджикистан в Республіці Білорусь.
У 2016—2020 рр. — генеральний консул Республіки Таджикистан в Санкт-Петербурзі (РФ).
З 2020 року — Надзвичайний і Повноважний Посол Республіки Таджикистан в Києві.
11 грудня 2020 року вручив вірчі грамоти Президенту України Володимиру Зеленському.

## Нагороди та відзнаки
- Лауреат премії Спілки молоді Таджикистану в галузі журналістики (1995).
- Лауреат премії Спілки журналістів Таджикистану ім. А.Лохуті (2000).